# National Trust for Scotland
Pour les articles homonymes, voir National Trust.
Le National Trust for Scotland est l'organisme écossais chargé de la protection et de la promotion du patrimoine naturel et culturel de l'Écosse.
Ce patrimoine est représenté par 127 sites couvrant 760 km2 et comprenant des châteaux, des jardins, des habitations, des sites historiques et des paysages ruraux. Créé en 1931, il emploie 500 personnes, compte 290 000 membres et a accueilli 1,7 million de visiteurs en 2006. La plupart des sites et des espaces sont accessibles toute l'année mais les bâtiments ne peuvent généralement être visités qu'entre Pâques et octobre, parfois seulement l'après-midi.
Le National Trust for Scotland a le même fonctionnement que le National Trust qui gère des sites d'Angleterre, du pays de Galles, d’Irlande du Nord et de l'île de Man. Son directeur est le Charles III, son président est le duc de Buccleuch, actuellement Richard Scott, et son chairman est Shonaig Macpherson.